# Mesztegnyői Állami Erdei Vasút

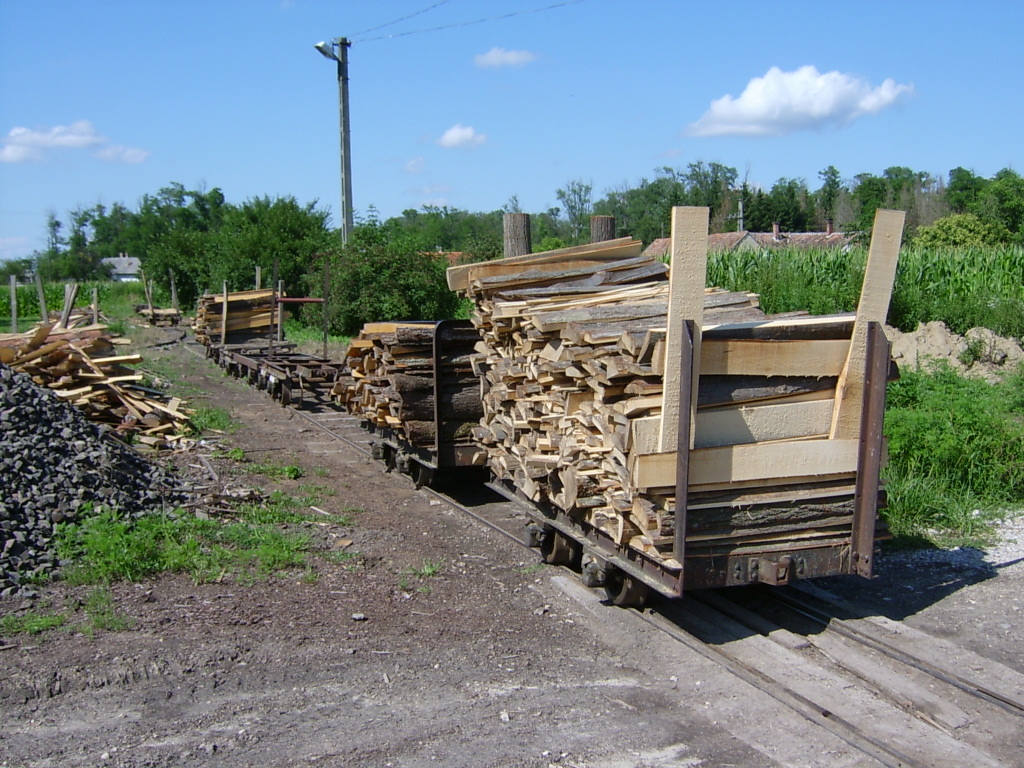
Fával rakott belső mozgatást szolgáló kéttengelyes kocsik a mesztegnyői fatelepen

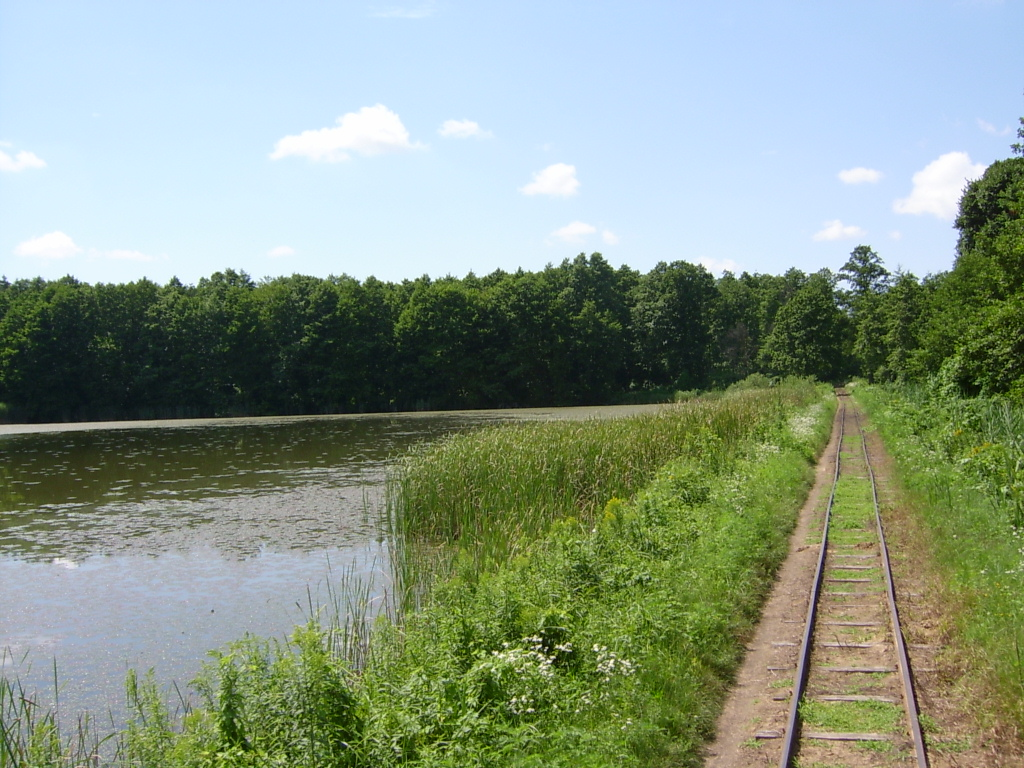
Búsvári halastó a vasút pályája mellett

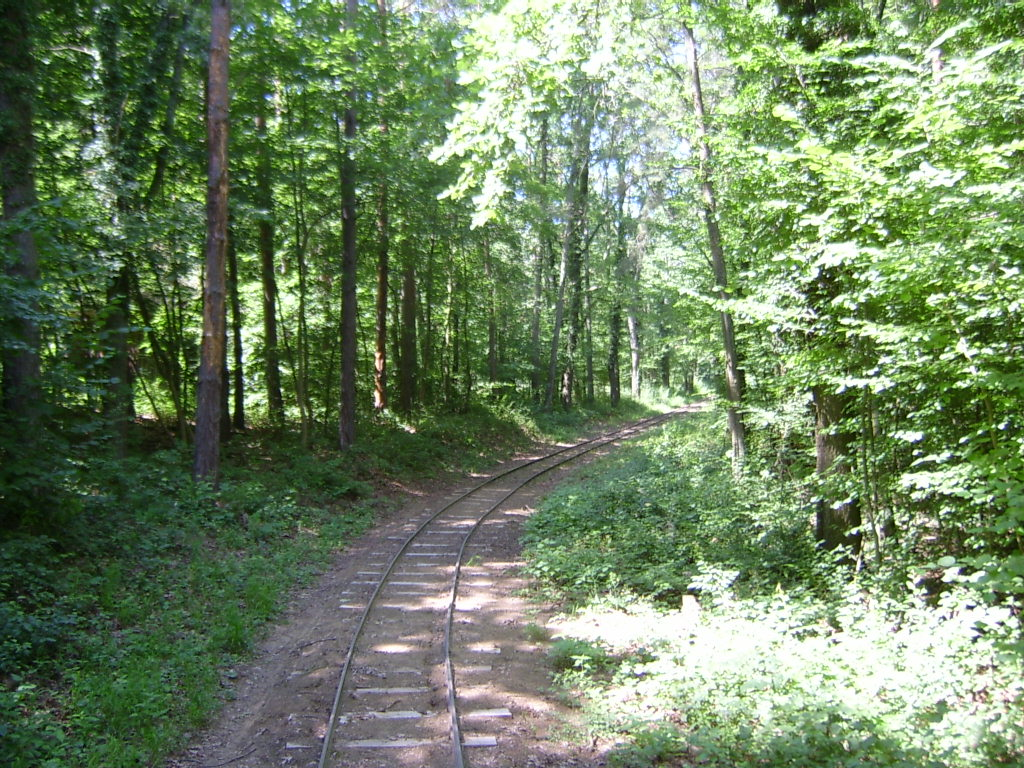
Pályarészlet

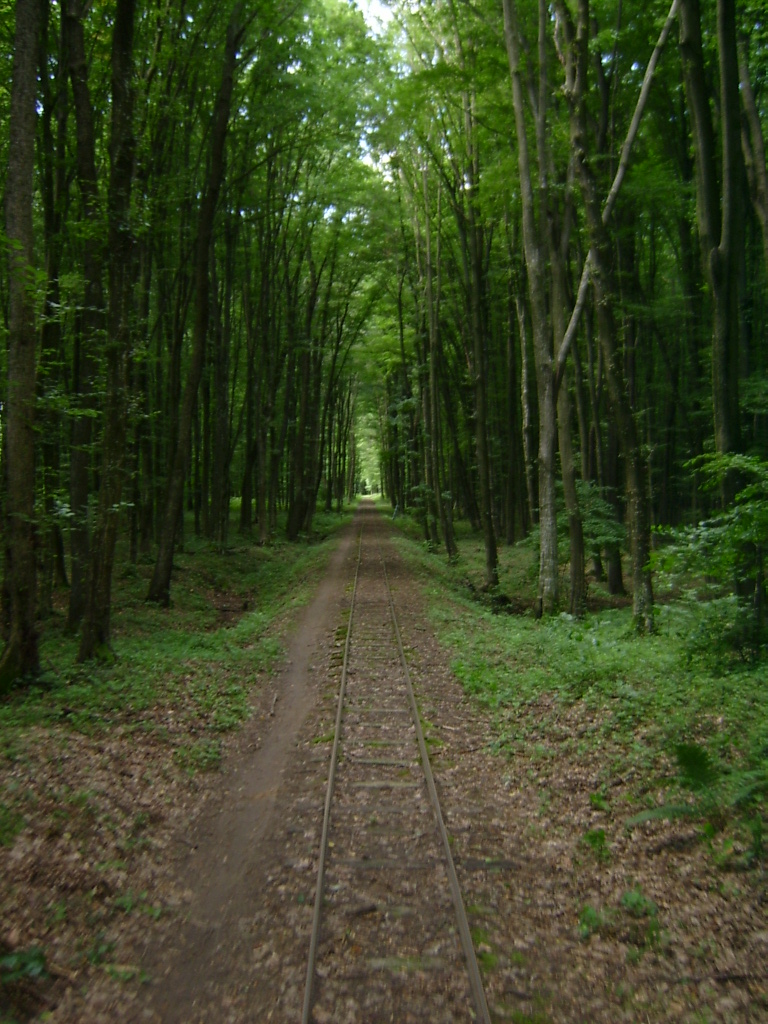

A Mesztegnyői Állami Erdei Vasút korábbi menetrend alapján Mesztegnyő és Felsőkak között szállította az utasokat április elejétől november végéig a hétvégi napokon, illetve nyáron szerdai és pénteki napokon is. Jelenleg a vasúton ideiglenes üzemszünet van, a 2021-es személyszállítási szezon már nem kezdődött el (az üzemszünet előtti utolsó nap 2020. november 8-án volt, a menetrendben meghirdetett november 30. helyett).
Kisvasúti napja: május 1.

## Környezete
A kisvasút a Dunántúli-dombság Belső-Somogynak nevezett részén található. Mesztegnyő települést elhagyva a Boronka-Melléki Tájvédelmi Körzetben halad tovább, mely a Duna–Dráva Nemzeti Park területeihez tartozik. A kisvonat kitűnő lehetőséget nyújt az itt élő állatok megfigyelésére. Még a ritka fekete gólya és kárókatona is szemünk elé kerülhet.

## Építése
A kisvasutat 1925-ben építtették a Hunyadi grófok. A mesztegnyői erdőkben kitermelt faanyagot szállították vele a fűrészüzembe és az átrakodó állomásra, illetve a környék halastavainak szállítási feladatait látta el. A vasút 760 mm-es nyomtávolsággal, 7 kg/méteres sínekből épült. Kezdetben gőzvontatást alkalmaztak a kb. 6 km hosszúságú vonalon, mely Mesztegnyőt és Nagyhomokot kötötte össze.
Az államosítás után az erdészet lóvontatású vasútként használta tovább. 1958-ban az addigra már 9 km-es hosszúságúra nyúlt vágányokat felújították. A síneket 9 kg/folyóméteresre, a talpfákat betonaljakra cserélték. A felújítást követően dízelmozdonyokra bízták a terhek mozgatását. 1960-ban a vasúti pályát meghosszabbították Felsőkak településig. Ezek után kezdődhetett a kisvasúti személyszállítás. Kakpuszta, Libickozma, Háromház, Kopárpuszta, Lencsenpuszta és Cserfekvés (Libickozma településrésze) lakosainak ez jelentette az egyetlen közlekedési eszközt.
Az 1970-es évek végén a falvak elnéptelenedése és a faanyag kitermelésének csökkenése miatt a legtöbb szárnyvonalat megszüntették. Megmaradt a Mesztegnyő-Felsőkak közötti 8,4 km-es fővonal. A soponyai 4 km-es szárnyvonal felszámolására 2010-ben került sor.
A kisvasút létfenntartását mára a turizmus vette át, de alkalmanként kis mennyiségben a kitermelt faanyag szállítása is bevételi forrást jelent a vasút számára, így a vasútüzem egyik, hazánk kevés kisvasútjai közül, melyeken még részben vagy egészben, de fennmaradt a teherszállítási funkció. A vonalon több, rakodásra szolgáló csonka vágány is található, míg a faanyag átrakodása tehergépjárműre, (régebben nagyvasútra) a Mesztegnyői végállomáson található fatelepen történt. A vasút járműveit 2010-ben felújították, 2013-ban Mesztegnyőn új, fedett kocsiszín épült. Ezekben az években a vasút megállóinak épületeit, esőbeállóit is környezetükbe illő megjelenéssel felújították.

## Járműállomány
- C-50 típusú külső csapágyas dízelmozdonyok (E04 047, E04 048, D22 (utóbbi kiállítva))
- Motoros hajtány (1 db, pályaszám: 10)
- Házilag átépített Bak típusú zárt, fűthető személykocsi- pályaszám nélkül (1 db)
- Süttői eredetű zárt, két végén peronos, fűthető személykocsi (1 db)
- Balatonfenyvesi eredetű fedett nyári személykocsi fa burkolattal Ja kocsiból átépítve (2 db)
- Gemenci eredetű, hosszabb fedett nyári személykocsi, korszerűsítve (2 db)
- Munkásszállító zárt személykocsi (1 db)
- Ubn teherszállító csillekocsi, több magas oldalfalú kéttengelyes tolható kocsi és rönkszállító kocsik

## Állomások és megállóhelyek
A menetidő percben van megadva.
| Mesztegnyő ↔ Felsőlak (311) |                  |            |
| menetidő ↓                  | megállóhely neve | menetidő ↑ |
| 0                           | Mesztegnyő       | 45         |
| 10                          | Gyóta-Búsvár     | 35         |
| 40                          | Mélyéger         | 5          |
| 45                          | Felsőkak         | 0          |

Az indítóállomáson  található az erdészet fűrészüzeme és a MÁV rakodó. A vasút az indulást követően 500 méteren keresztül követi az úgynevezett Kopári utat, majd otthagyva azt bekanyarodik a Birka-járásba, majd eléri a Busvári erdőt. Ezt követi a Derék-patak, majd a Busvári halastó. A figyelmes szemlélő láthatja a ritkaságnak számító fekete gólyákat vagy a halászsasokat. A fővonalon elhagyjuk a Szúnyogvárnak és a Répcehomoknak nevezett területet. A tavat elhagyva elhaladunk még a Nagyhomokon és a Mélygéren, miután megérkezünk a végállomásra.

## Nevezetességek és látnivalók a vasút környékén
- Mesztegnyői barokk templom
- Búsvári halastó
- Mély-égeri halastó
- Hajmás-lapi halastó

A kisvasút vonala  Belső-Somogyban a Boronka-melléki Tájvédelmi körzeten vezet keresztül. Az erdőállomány az égeresektől a száraz homoki tölgyesekig változik. Útközben a Búsvári- és a Hajmáslapi-halastavat érinti, aminek érdekessége, hogy a vasúti töltés szeli ketté. Felsőkak végállomásról félórás sétával Kakpuszta szellemfaluján keresztül a lencseni halastó érhető el. Mesztegnyő a Balatontól 20 km-re fekszik, nevét 1332-ben említik először írásos emlékek. A terület a török hódoltság alatt elnéptelenedett. Később a terület a Hunyadiak birtoka lett, akik cseh és horvát telepesekkel népesítették be. Szintén a Hunyadiakhoz fűződik a díszes barokk templom, melyet 1757-ben építtettek. A település turisztikai látnivalója – a kisvasút mellett- a minden évben megrendezésre kerülő Gólyafesztivál és a Rétessütő verseny.